# Henri Franck
Henri Franck (* 2. Dezember 1888 in Paris; † 25. Februar 1912 ebenda) war ein französischer Lyriker und Autor.

## Leben und Wirken
Henri Francks Vater René Franck stammte aus einer Pariser Familie der jüdischen Bourgeoisie und war Gründer eines Zuckerhandel-Unternehmens. Außerdem war er Mitglied des Vorstands und Vizepräsident der im Jahr 1917 von André Spire gegründeten Liga der französischen Freunde des Zionismus. Die aus Straßburg stammende Familie hatte sich nach der Annexion des Elsass durch Deutschland im Jahr 1870 in Paris niedergelassen. Durch seine Mutter Berthe Lange, verwandt mit Henri Bergson, war er Cousin des Politikers, Journalisten und
Historikers Emmanuel Berl (1892–1976). Seine Schwester Louise, bekannt als Lisette, heiratete zunächst Claude Ullmann, mit dem sie einen Sohn hatte, Bernard, einen Journalisten, der ein Buch über sie schrieb. In ihrer zweiten Ehe heiratete sie Fernand de Brinon.
Als Schüler des Lycée Janson-de-Sailly entwickelte Franck schon früh eine Leidenschaft für Nietzsche und Spinoza, weiterhin für die Autoren Paul Verlaine, Maurice Barrès, André Gide und Charles Péguy. Er liebte auch die Oper und die komische Oper, außerdem spielte er Klavier. Während seines Khâgne
am Lycée Henri-IV und des anschließenden Studiums an der Sorbonne lernte er Julien Cain und Henri Massis kennen, mit denen er sich anfreundete. An der École normale supérieure, auf die er 1906 im Alter von 18 Jahren über den Briefwettbewerb aufgenommen wurde, freundete er sich auch mit Georges Wormser, André François-Poncet, René Massigli und Louis Farigoule (später berühmt unter dem Namen Jules Romains) an.

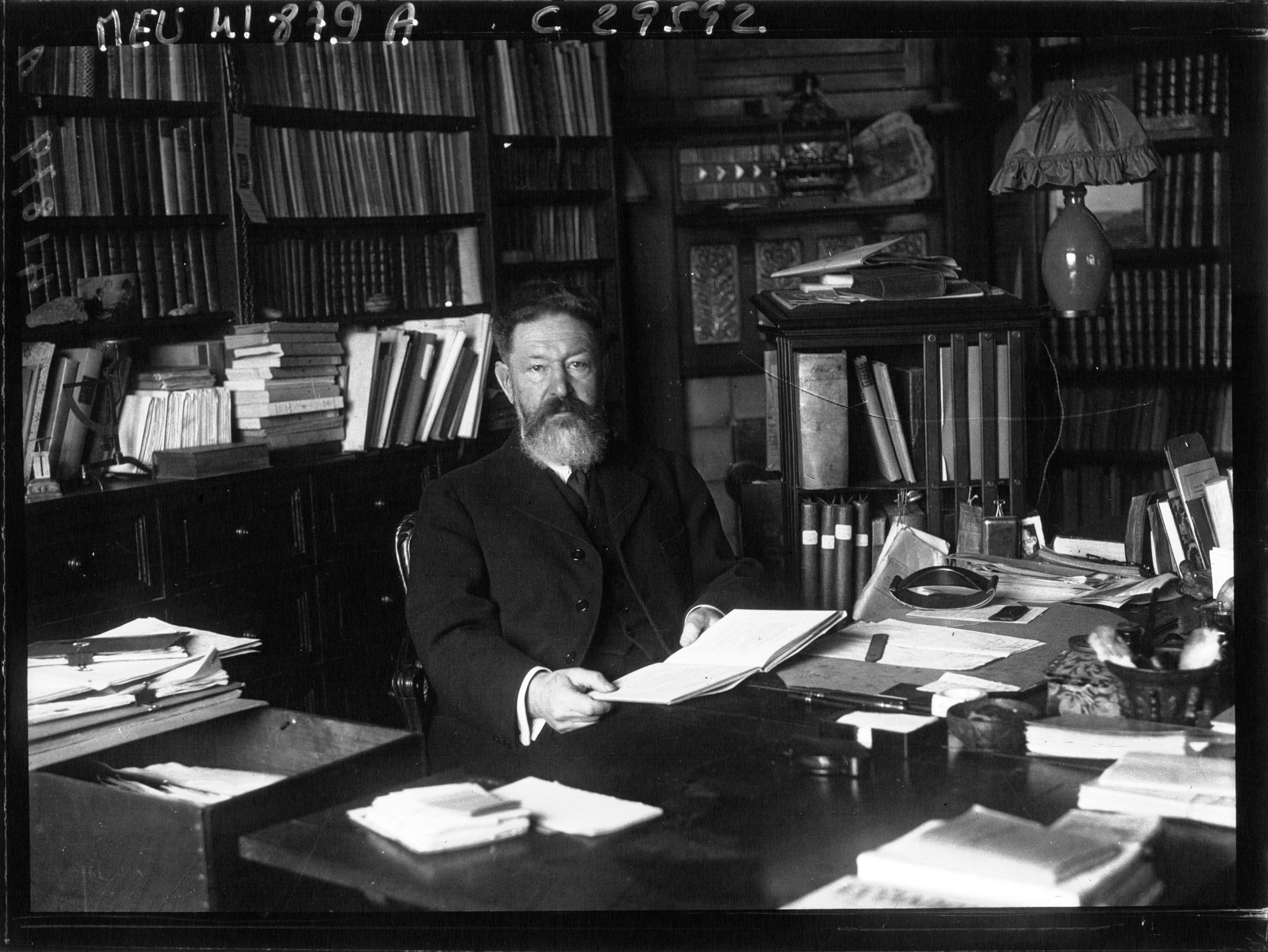
Der Lyriker André Spire (1868–1966)

Franck begann während seiner Schulzeit intensiv zu schreiben, steuerte Lesenotizen und Rezensionen zur Zeitschrift La Phalange von Jean Royère bei, den er gut kannte. Er stand ebenfalls Maurice Schlumberger nahe und lernte dessen Bruder Jean Schlumberger kennen, der zusammen mit Gaston Gallimard und André Gide die Nouvelle Revue Française gründete. Er pflegte die Korrespondenz, indem er Briefbeziehungen zu Persönlichkeiten unterhielt, die ihn interessierten, wie Gabriel Marcel, Léon Blum, André Spire, Maurice Barrel oder Anna de Noailles, die seine Muse werden sollte.
Aus einer ganz anderen Perspektive engagierte sich Henri Franck in der sozialen Bewegung der „Volksuniversitäten“; er lehrte dort, er wurde Sekretär der Patriotischen Union der republikanischen Studenten an der Sorbonne und näherte sich der Section française de l’Internationale ouvrière (SFIO) an, die gerade Jean Jaurès gegründet hatte.
Nach seinem Scheitern bei der mündlichen Prüfung der Philosophie im Jahr 1909 widmete er sich dem Schreiben seines einzigen Werks, das formal von Walt Whitman und Arthur Rimbaud inspiriert war: ein langes episches und lyrisches Gedicht in Versform. Es erschien mit dem Titel „La Danse avant l’arche“, erschienen im September 1911 in der Nouvelle Revue Française. Darin legte er die Zerrissenheit zwischen Judentum und Vernunft, Loyalität gegenüber Frankreich und Zugehörigkeit zu Israel offen. Sein Jüdischsein beschreibt er als Zugehörigkeit zur „königlichen Rasse“: „Ich bin aus der königlichen Rasse geboren und von Natur aus neugierig auf Philosophie, so wie ein junger Engländer von Geburt an ein Golfspieler ist.“
Der an Tuberkulose erkrankte Henri Franck starb wenige Monate später, im Februar 1912, im Alter von 23 Jahren.

## Würdigung
Nach Francks frühen Tod erschien La Danse avant l’Arche und eine Auswahl von Briefen an verschiedene Freunde in Lettres à quelques amis, mit einem Vorwort von André Spire sowie einige Artikel und Essays. Sie machten Henri Franck in den 1920er-Jahren schnell berühmt.
Francks spiritueller Konflikt inspirierte seinen Freund und Klassenkameraden Jacques de Lacretelle, ihn als Vorbild für den tragischen Helden seines Romans „Silbermann“ zu nehmen.
„Seit 1913 schätze ich das Buch „La Danse avant l’arche“ des früh verstorbenen Schriftstellers Henri Franck sehr, in dem die Erfahrung der Zugehörigkeit zur gleichen Generation zum ersten Mal auf eindrucksvollste Weise gefeiert wird“, schrieb Rainer Maria Rilke am 13. März 1922 an einen seiner jungen Korrespondenten, Rudolf Bodländer.

## Werke
- Danse devant l’Arche. Paris, La Nouvelle Revue Française, 1912.
- Lettres à quelques amis, préface d’André Spire. Paris, Grasset, 1926.
- La Danse devant l’Arche, poèmes, lettres, essais, témoignages, préface de Jean-Yves Masson. Paris, éditions de La Coopérative, 2019.